# Eilicrinia rufofasciata
Eilicrinia rufofasciata là một loài bướm đêm trong họ Geometridae.